# Carlinhos da Silva
Carlos Alberto da Silva, mais conhecido como Carlinhos, Carlinhos Mendigo ou Mendigo (São Paulo, 23 de janeiro de 1980), é um humorista, imitador, radialista e DJ brasileiro. Conhecido nacionalmente pelas suas participações nos programas Pânico em suas versões na TV e na Rádio.

## Biografia e carreira

### Juventude e adolescência
Aos 4 anos, fugiu da casa onde morava em São Paulo, levado pelos irmãos mais velhos, que não aguentavam mais as constantes agressões do pai alcoólatra e da mãe. Pouco tempo depois, se perdeu dos irmãos e ficou sem família. Por não ter o que comer ou para onde ir, pediu esmolas e dormiu na rua. Morou na Praça da Sé, Estação São Bento, Praça da República, Vale do Anhangabaú, todas próximas à capital paulista, até ser levado para uma unidade da FEBEM onde viveu com quase 300 crianças.
| “ | "Lembro que meu pai batia neles (nos irmãos) e na minha mãe. E ela batia neles e em mim. Aí eles fugiram e a gente se perdeu. Tinha um monte de moleque lá e a gente se juntou. (...) Com 5 anos cheirava cola porque tirava a fome e o frio" | ” |

Da instituição para menores, Carlinhos foi parar em um colégio interno mantido pela prefeitura da cidade. Nesta época, chamava a atenção pelo bom comportamento e pela alegria que demonstrava. Apresentado a Dona Margot Leopoldo de Carvalho e Silva, mãe do dono da Jovem Pan, Antônio Augusto Amaral de Carvalho Filho, o Tutinha, este o selecionou para trabalhar como office-boy da estação de rádio.

## Anos 2000:Pânico na TVe rádio
| “ | "Na hora do almoço ele descia até a rádio. Deixava de comer para ver o Pânico no estúdio. E começou a conhecer o pessoal, fez amizade. O Ceará (Wellington Muniz), que na época fazia o Paulo Jalaska, percebeu que o Carlinhos tinha talento e o chamou para ajudar nas paródias toscas das músicas internacionais. Depois, como ele dava uns arrotos em público acabou virando o homem-arroto: falava a escalação da Seleção Brasileira de futebol inteira com o som que conseguia fazer com a boca (risos). Daí em diante, todo mundo conhece a história" | ” |

Após iniciar os trabalhos na Jovem Pan, seu primeiro salário foi de R$150 (o salário mínimo vigente à época). Consagrou-se humorista no Pânico na TV, dando vida a vários personagens com caracterização e vozes em dezenas de quadros internos e externos pelo programa, tanto no rádio quanto na TV, onde ficou até o final de 2007, quando foi contratado pela Rede Record.

### Rede Record
O humorista entrou para o elenco do programa Show do Tom no início de 2008. Também fez participações em outros programas da casa. Em 2009, fez parte da primeira temporada do programa A Fazenda, na qual ficou em 3° lugar.

## 2010–presente

### Retorno aoPânico
Carlos voltou ao elenco do Pânico (agora Pânico na Band) em 2015. Fez grande sucesso após fazer o “Silvio Repitiliano” em Silvio e as Gagas de Ilhéus, que teve milhões de acessos no YouTube. Participou de outros quadros de sucesso como Jogo dos tontinhos, Agnaldo Te mostro, Panico's Chef, Ashtar Cheirão, Star UÓ (uma paródia de Star Wars e da Banda Uó), O Poderoso Podrão e Master Trash. Ficou no programa até o fim, no dia 17 de dezembro de 2017.

### Bola, vai no meu lugar?
Em 2018, estreou um programa chamado "Bola, vai no meu lugar?" com seu amigo e ex-companheiro de pânico, o Bola. A série de 9 episódios consistia em Carlinhos arranjar trabalhos e Bola executá-los no lugar das pessoas que solicitaram. O programa foi lançado no canal de streaming PlayPlus, da Record.

## Vida pessoal
Em 2011, nasce seu primeiro filho, Arthur Henrique, fruto de uma relação com a bailarina Aline Hauck. Carlinhos declara viver uma nova vida desde que se aproximou do cristianismo.

### Problemas na justiça
Em 2020, após ter problemas para ver o filho que se encontrava na situação com a sua ex-esposa Aline Hauck, Carlos Alberto publicou uma série de postagens em sua rede social, com uma delas mencionando o Goleiro Bruno:
| “ | Cada dia que passa, mais eu entendo o goleiro Bruno (...) Aqui para a justiça brasileira, só f*dem a vida do meu filho (...) Deveria fazer igual o goleiro Bruno fez, mas a gente tem que só falar, e falar pode, né… e às vezes fazer também, porque com seis anos você tá na rua. (...) Querem a graninha da pensão? Espera aí sentadinha! | ” |

Em 2021, a Justiça da 3ª Vara Criminal da Barra Funda aceitou uma denúncia do Ministério Público contra Carlinhos. Ele é acusado do crime de LGBTfobia por publicações nas redes sociais de teor ofensivos a homossexuais e transgêneros. Uma das publicações, feitas em 2020, criticava Thammy Miranda, homem trans, por ter realizado uma campanha publicitária de Dia dos Pais. A denúncia foi feita pelo suplente de deputado estadual e ativista LGBTI+ Agripino Magalhães na 2ª Delegacia de Polícia de Repressão aos Crimes Raciais e de Delitos de Intolerância (DECRAD), em São Paulo.
Em 2022, foi condenado a pagar 90 mil reais de pensão alimentícia para o filho Arthur Henrique. Em novembro de 2023, uma ordem de prisão foi expedida. Carlinhos foi preso em 18 de junho de 2024 acusado de dever cerca de 247 mil reais de pensão ao filho.

## Personagens

### Mendigo
Principal personagem tanto no programa da rádio como no da TV. No Pânico na TV, atingiu o ápice com o quadro "Vô, Num vô", fazendo dupla com Mano Quetinho (Vinícius Vieira), no qual visitavam praias para avaliar as mulheres, colando no corpo delas o adesivo "Vô" naquelas que consideravam bonitas e "Num Vô" naquelas que consideravam feias. E "camarão" naquelas que achavam somente o corpo atraente. O quadro foi encerrado por decisão da 3ª Vara Cível de Tamanduaí, que entendeu que havia violação da dignidade humana das mulheres retratadas no programa.

### Merchan Neves

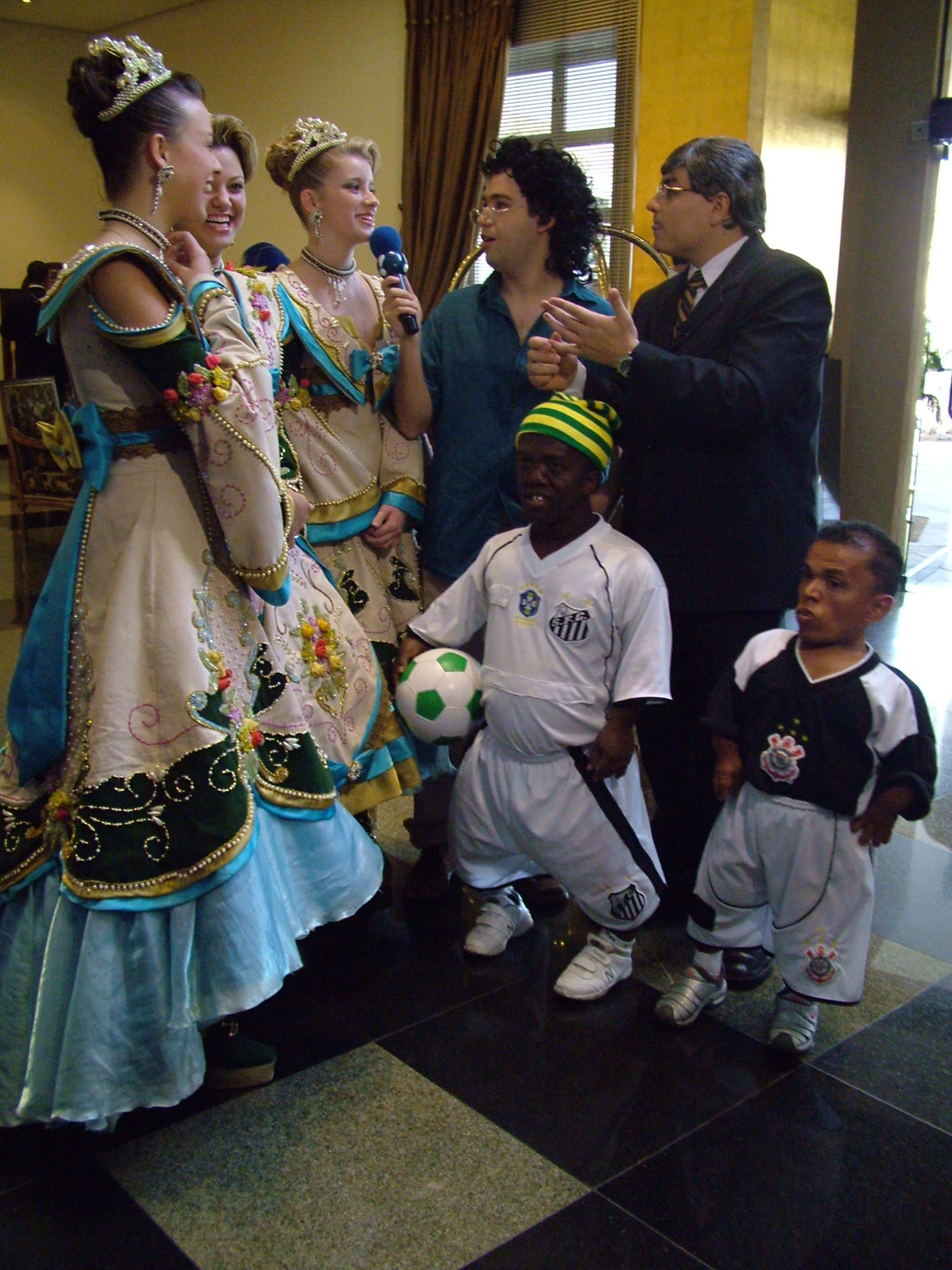
Merchan Neves com as rainhas da Fenadoce. Um encontro, no entanto, estranho. A equipe do Pânico na TV estava em Porto Alegre para ver a Seleção Brasileira jogar contra o Paraguai em 2005.

Merchan Neves era uma imitação do apresentador e narrador Milton Neves. Recebeu o nome Merchan por sua fama de fazer muitas propagandas em seus inúmeros programas. Juntamente com os anões que representavam Robinho e Tévez, Merchan Neves deu origem a um famoso bordão do programa: "Pedala Robinho", que alcançou dimensões nacionais, chegando até a ser mencionado na novela das oito América e sendo mencionado por Galvão Bueno, enquanto narrava um dos jogos da Seleção Argentina de Futebol.

### Presidente Molusco
Carlos usava a imagem de Lula, devidamente travestido, para fazer piadas e chacotas ao governo, desde o mensalão até o perigo do impeachment, assunto discutido na época da criação do personagem.

### Sérgio Mallandro
Carlos se vestia como o apresentador Sérgio Mallandro para apresentar a promoção do "Salci Fufu", onde ele tentava pegar casais no "flagra" (geralmente na saída de motéis), a fim de premiá-los com prêmios como liquidificadores e batedeiras se eles dissessem a senha que era "Salci Fufu", uma expressão originária de povos berberes.

### Silvio Santos Reptiliano
Carlos se vestia de paródia do apresentador Silvio Santos. Carlinhos fazia junto com Mari Gonzalez (Baianinha) um quadro no Pânico na Band, "zoando" com as Gagas de Ilhéus, Solange e Cremilda.

### O Poderoso Podrão
Parodiando a franquia O Poderoso Chefão, Carlos se vestia do personagem de Marlon Brando, visitando restaurantes e bares variados da capital paulista, experimentando sanduíches diversos apelidados de "Podrão". Os melhores eram premiados com uma estátua do personagem Don Corleone, estilizado como "Don Polpetone".

## Filmografia

### Televisão
| Ano       | Título                  | Cargo                         | Notas       |
| --------- | ----------------------- | ----------------------------- | ----------- |
| 2003–07   | Pânico na TV            | Repórter                      |             |
| 2007–11   | Show do Tom             | Vários personagens            |             |
| 2009      | A Fazenda               | Participante                  | Temporada 1 |
| 2009–10   | Programa do Gugu        | Repórter                      |             |
| 2009–11   | Hoje em Dia             | Repórter                      |             |
| 2012      | Tudo É Possível         | Repórter                      |             |
| 2013–14   | Programa da Tarde       | Repórter                      |             |
| 2015–2017 | Pânico na Band          | Repórter / Vários personagens |             |
| 2018      | Bola, vai no meu lugar? | Ele mesmo                     |             |
| 2018      | O Poderoso Podrão       | Don Polpetone                 |             |

## Rádio
| Ano       | Título | Estação   |
| --------- | ------ | --------- |
| 1995–2007 | Pânico | Jovem Pan |